# Poddúbnoie (Uliànovsk)
|  | Per a altres significats, vegeu «Poddúbnoie». |

Poddúbnoie (en rus: Поддубное) és un poble de l'óblast d'Uliànovsk, a Rússia, que en el cens del 2010 tenia 379 habitants. Pertany al districte d'Inza.